# Neopromachus schultzei
Neopromachus schultzei är en insektsart som beskrevs av Giglio-Tos 1912. Neopromachus schultzei ingår i släktet Neopromachus och familjen Phasmatidae. Inga underarter finns listade i Catalogue of Life.